# 雙線黃毒蛾
雙線黃毒蛾（学名：Euproctis dissimilis）为毒蛾科黃毒蛾屬下的一个种。